# Arquipélago de São Bernado
O Arquipélago de São Bernado (em castelhano:  Archipiélago de San Bernardo, Islas de San Bernardo.) é um conjunto de nove ilhas de coral costeiras e uma ilha artificial (dez no total) pertencentes e governadas pela Colômbia, localizadas no Golfo de Morrosquillo no Mar do Caribe, com uma área aproximada de 213 km 2 Administrativamente, o arquipélago pertence ao Departamento de Bolívar,  com exceção da Ilha Boquerón, que pertence ao Departamento de Sucre. Consiste na Ilha Boquerón, Ilha Cabruna, Ilha Ceycén, Ilha Mangle, Ilha Múcura, Ilha Palma, Ilha Panda, Santa Cruz del Islote, Ilha Tintipán e Ilha Maravilla. Todas as 10 ilhas estão próximas às cidades de Tolu e Coveñas.
Desde 1996, parte do arquipélago pertence ao Parque Natural Nacional dos Corais do Rosário e São Bernardo.
As instalações de hospedagem estão presentes em algumas das ilhas, principalmente na Ilha de Múcura e na Ilha de Palma.

## Flora e fauna
As águas ao redor das ilhas têm peixes e tartarugas, e as ilhas têm uma flora tropical significativa.